# Bececê
Francisco Gervázio Filho, mais conhecido como Bececê (Mossoró, 1 de janeiro de 1936), é um ex-futebolista brasileiro, que atuava como ponta-esquerda.

## Carreira
Foi descoberto para o futebol na seleção de Limoeiro do Norte, jogando o intermunicipal da época. O jogador apresentou-se veloz e com um poderoso chute de canhota.
Foi artilheiro do campeonato Cearense de 1959 com 21 gols, e do Campeonato Brasileiro de 1960. Foi campeão cearense pelo Fortaleza em 1959 e 1960.
Em 1960, quando o time do Fortaleza foi disputar a final do Campeonato Brasileiro da época, a Taça Brasil, em São Paulo, contra o Palmeiras, ele se destacou e foi vendido ao clube paulista. No entanto, não foi muito aproveitado no Verdão, jogando apenas alguns jogos e marcando poucos gols. Depois, fora emprestado para o Juventus e seguiu sua carreira em uma equipe do interior.

## Títulos
Fortaleza
- Campeonato Cearense: 1959 e 1960

### Prêmios individuais
- Artilheiro do Campeonato Cearense: 1959 (21 gols)[9]
- Artilheiro da Taça Brasil: 1960 (8 gols)[2][4]

## Vida pós futebol
Após encerrar a carreira em 1970 jogando pelo Valência da Venezuela, o ex-atleta trabalhou durante 40 anos no Liceu Coração de Jesus. No Liceu, Bececê era conhecido como seu Chico, auxiliar administrativo.
Atualmente, mora na cidade de São Paulo.